# Llista de zones arqueològiques d'Alaior
Llista de zones arqueològiques d'Alaior catalogades pel consell insular de Menorca com a Béns d'Interès Cultural en la categoria de zona arqueològica pel municipi d'Alaior. Alguns elements immobles prehistòrics poden tenir la categoria de monument. Vegeu també la llista de monuments d'Alaior.
| Monument                                                  | Tipus                       | Ubicació                                            | Codi?                | Imatge                               |
| --------------------------------------------------------- | --------------------------- | --------------------------------------------------- | -------------------- | ------------------------------------ |
| Nucli antic d'Alaior                                      | Zona arqueològica           | Alaior                                              | ALA-01 RI-51-0003117 |                                      |
| Jaciment d'habitació de s'Alblagai                        | Zona arqueològica           | Alaior Alblagai                                     | ALB-01 RI-51-0003106 |                                      |
| Poblat i necròpolis d'Alcaidús                            | Zona arqueològica           | Alaior Alcaidús                                     | ALC-01 RI-51-0003108 |                                      |
| Necròpolis d'Alcaidús de Dalt                             | Zona arqueològica           | Alaior Alcaidús                                     | ALC-03               |                                      |
| Talaiot i necròpolis de s'Almudaina / es Puig             | Zona arqueològica           | Alaior S'Almudaina, penyal de ses Coves             | ALM-01 RI-51-0003115 |                                      |
| Necròpolis de Binialmaia / sa Pedrera                     | Zona arqueològica           | Alaior Binialmaia                                   | BAL-01               |                                      |
| Necròpolis de Binialmaia                                  | Zona arqueològica           | Alaior Binialmaia                                   | BAL-04               |                                      |
| Assentament de Binialmesc                                 | Zona arqueològica           | Alaior Binialmesc                                   | BAM-01 RI-51-0003131 |                                      |
| Restes de Binicalsitx                                     | Zona arqueològica           | Alaior Binicalsitx                                  | BCA-01 RI-51-0003134 |                                      |
| Talaiot de sa Beguda                                      | Zona arqueològica           | Alaior Sa Beguda, tanques d'en Contestí             | BEG-01 RI-51-0003225 |                                      |
| Restes de Binifamís                                       | Zona arqueològica           | Alaior Binifamís                                    | BFA-01 RI-51-0003135 |                                      |
| Necròpolis de Biniguarda Nou                              | Zona arqueològica           | Alaior Biniguarda Nou, tanca de sa Talaia           | BGR-01 RI-51-0003128 |                                      |
| Poblat de Biniguarda Vell                                 | Zona arqueològica           | Alaior Biniguarda Vell, sa Talaia                   | BGU-01 RI-51-0003139 |                                      |
| Sala hipòstila de Biniguarda Vell                         | Zona arqueològica           | Alaior Biniguarda Vell, s'Olivera                   | BGU-02 RI-51-0003140 |                                      |
| Necròpolis de Biniguarda Vell                             | Zona arqueològica           | Alaior Biniguarda Vell, Cova de s'Encantament       | BGU-04 RI-51-0003141 |                                      |
| Coves de Biniedrís de Baix                                | Zona arqueològica           | Alaior Biniedrís de Baix                            | BIB-01               |                                      |
| Cova de Biniedrís de Baix                                 | Zona arqueològica           | Alaior Biniedrís de Baix                            | BIB-02               |                                      |
| Poblat de Biniedrís                                       | Zona arqueològica           | Alaior Biniedrís de Dalt, tanca de sa Talaia        | BIN-02 RI-51-0003128 |                                      |
| Sala hipòstila de Biniedrís de Dalt                       | Zona arqueològica           | Alaior Biniedrís de Dalt                            | BIN-03               |                                      |
| Jaciment funerari de Biniac-Argentina                     | Zona arqueològica           | Alaior Biniac-Argentina                             | BNA-03               |                                      |
| Restes de Biniac                                          | Zona arqueològica           | Alaior Biniac-Argentina                             | BNA-05 RI-51-0003126 |                                      |
| Restes i hipogeu de Biniac de Darrera / ses Cases         | Zona arqueològica           | Alaior Biniac de Darrera                            | BND-01               |                                      |
| Poblat de Binigemor                                       | Zona arqueològica           | Alaior Binigemor                                    | BNG-01 RI-51-0003136 |                                      |
| Sales hipòstiles de Binigemor                             | Zona arqueològica           | Alaior Binigemor, pleta de ses Abeies               | BNG-02 RI-51-0003137 |                                      |
| Talaiot de Biniac Nou                                     | Zona arqueològica           | Alaior Biniac Nou, pleta de sa Fita                 | BNN-01 RI-51-0003125 |                                      |
| Assentament de Binissegarra                               | Zona arqueològica           | Alaior Binissegarra                                 | BNS-01               |                                      |
| Talaiot de Binissegarra                                   | Zona arqueològica           | Alaior Binissegarra                                 | BNS-02 RI-51-0003146 |                                      |
| Poblat de navetes de Biniac de Davant                     | Zona arqueològica           | Alaior Biniac de Davant, tanca de sa Cova           | BNV-01 RI-51-0003120 |                                      |
| Talaiot des Borrassos Nou                                 | Zona arqueològica           | Alaior Es Borrassos Nou                             | BRN-01 RI-51-0003149 |                                      |
| Jaciment d'habitació des Borrassos Nou                    | Zona arqueològica           | Alaior Es Borrassos Nou                             | BRN-02               |                                      |
| Turó fortificat de Biniarroi                              | Zona arqueològica           | Alaior Biniarroi                                    | BRO-01 RI-51-0003132 |                                      |
| Naveta d'habitació de Biniarroi                           | Zona arqueològica           | Alaior Biniarroi                                    | BRO-02               |                                      |
| Jaciment d'habitació de Bellver Nou                       | Zona arqueològica           | Alaior Bellver Nou                                  | BVN-01               |                                      |
| Naveta d'habitació i assentament de Bellver Nou           | Zona arqueològica           | Alaior Bellver Nou                                  | BVN-02               |                                      |
| Hipogeus de Bellvenet                                     | Zona arqueològica           | Alaior Bellvenet                                    | BVT-01 RI-51-0003148 |                                      |
| Sepulcre megalític de Bellver Vell                        | Zona arqueològica           | Alaior Bellver Vell                                 | BVV-01               |                                      |
| Hipogeu de Bellver Vell                                   | Zona arqueològica           | Alaior Bellver Vell                                 | BVV-02               |                                      |
| Poblat de Binixems de Darrera                             | Zona arqueològica           | Alaior Binixems de Darrera                          | BXD-01 RI-51-0003147 |                                      |
| Talaiot de Binixems de Darrera                            | Zona arqueològica           | Alaior Binixems de Darrera                          | BXD-02               |                                      |
| Cova de Binixems de Darrera                               | Zona arqueològica           | Alaior Binixems de Darrera                          | BXD-03               |                                      |
| Assentament de Binixabonet                                | Zona arqueològica           | Alaior Binixabonet                                  | BXE-01               |                                      |
| Assentament de Casetes Altes                              | Zona arqueològica           | Alaior Casetes Altes, Bellavista                    | CAT-01 RI-51-0003154 |                                      |
| Necròpolis de Cales Coves                                 | Zona arqueològica visitable | Alaior Cales Coves                                  | CCO-01 RI-51-0003150 | Necròpolis de Cales Coves (Alaior)   |
| Turó fortificat de Cales Coves / es Castellet             | Zona arqueològica           | Alaior Cales Coves                                  | CCO-02 RI-51-0003151 |                                      |
| Cova de Calascoves                                        | Zona arqueològica           | Alaior Cales Coves                                  | CCO-03               |                                      |
| Fondejador de Calascoves                                  | Jaciment submarí            | Alaior Cales Coves                                  | CCO-04 RI-51-0003772 |                                      |
| Necròpolis de les Coves d'en Fonso                        | Zona arqueològica           | Alaior Coves d'en Fonso                             | CDF-01 RI-51-0003164 |                                      |
| Poblat de Sant Vicent de cala en Porter                   | Zona arqueològica           | Alaior Cala en Porter, terres de n'Albertí          | CLP-01 RI-51-0003226 |                                      |
| Talaiot de Sant Vicent de cala en Porter                  | Zona arqueològica           | Alaior Cala en Porter                               | CLP-02               |                                      |
| Coves de Cala en Porter                                   | Zona arqueològica           | Alaior Cala en Porter                               | CLP-04               |                                      |
| Hipogeus de Cala en Porter / sa Cala                      | Zona arqueològica           | Alaior Cala en Porter                               | CLP-06               |                                      |
| Restes de Sant Vicent de Cala en Porter                   | Zona arqueològica           | Alaior Cala en Porter                               | CLP-11               |                                      |
| Necròpolis de les coves d'en Batle                        | Zona arqueològica           | Alaior Sa Costa Blanca                              | COB-01 RI-51-0003165 |                                      |
| Necròpolis de sa Costa Blanca                             | Zona arqueològica           | Alaior Sa Costa Blanca                              | COB-02 RI-51-0003157 |                                      |
| Poblat i necròpolis de Cotaina                            | Zona arqueològica           | Alaior Cotaina d'en Carreres, ses Talaies           | COT-01 RI-51-0003159 |                                      |
| Necròpolis de Cotaina / mitjera Bellvenet                 | Zona arqueològica           | Alaior Cotaina d'en Carreres                        | COT-02 RI-51-0003119 |                                      |
| Talaiot, habitació i necròpolis de Cotaina d'en Mascaró   | Zona arqueològica           | Alaior Cotaina d'en Carreres                        | COT-03 RI-51-0003161 |                                      |
| Sala hipòstila i talaiot de Daia Nou                      | Zona arqueològica           | Alaior Daia Nou                                     | DEN-01 RI-51-0003166 |                                      |
| Assentament de Daia Nou                                   | Zona arqueològica           | Alaior Daia Nou                                     | DEN-03               |                                      |
| Hipogeu de Daia Vell                                      | Zona arqueològica           | Alaior Daia Vell                                    | DEV-01               |                                      |
| Turó fortificat de Daia Vell                              | Zona arqueològica           | Alaior Daia Vell                                    | DEV-02               |                                      |
| Restes de l'Estància d'en Carreras                        | Zona arqueològica           | Alaior Estància d'en Carreras                       | EDC-01               |                                      |
| Poblat d'Egipte                                           | Zona arqueològica           | Alaior Egipte                                       | EGT-01 RI-51-0003167 |                                      |
| Poblat de l'Estància d'en Sintes                          | Zona arqueològica           | Alaior Estància d'en Sintes                         | ESI-01               |                                      |
| Poblat de l'Estància de Sant Pere                         | Zona arqueològica           | Alaior Estància de Sant Pere                        | ESP-01 RI-51-0003145 |                                      |
| Necròpolis de l'Estància d'en Triai                       | Zona arqueològica           | Alaior Estància d'en Triai                          | ETR-01 RI-51-0003172 |                                      |
| Necròpolis de Santa Catalina                              | Zona arqueològica           | Alaior Santa Catalina                               | INA-01               |                                      |
| Necròpolis de la Cova                                     | Zona arqueològica           | Alaior La Cova                                      | LCO-01 RI-51-0003160 |                                      |
| Naveta de Llumena des Fasser                              | Zona arqueològica           | Alaior Llumena des Fasser                           | LLF-01 RI-51-0003186 |                                      |
| Sala hipòstila de Llumena d'en Salom                      | Zona arqueològica           | Alaior Llumena d'en Salom, pla de Darrera Biniac    | LLL-01 RI-51-0003188 |                                      |
| Restes i cova de Llumena d'en Nicolau                     | Zona arqueològica           | Alaior Llumena d'en Nicolau                         | LLM-01 RI-51-0003187 |                                      |
| Sala hipòstila de Lloc Nou des Fasser                     | Zona arqueològica           | Alaior Lloc Nou                                     | LLN-01 RI-51-0003179 |                                      |
| Coves de LLoc Nou                                         | Zona arqueològica           | Alaior Lloc Nou                                     | LLN-02               |                                      |
| Necròpolis de Llucaquélber                                | Zona arqueològica           | Alaior Llucaquélber                                 | LLQ-01 RI-51-0003181 |                                      |
| Hipogeu de Llucaquélber                                   | Zona arqueològica           | Alaior Llucaquélber                                 | LLQ-02               |                                      |
| Necròpolis i talaiot de Llucassaldent                     | Zona arqueològica           | Alaior Llucassaldent                                | LLS-01 RI-51-0003182 |                                      |
| Turó fortificat de Llucalari Nou                          | Zona arqueològica           | Alaior Llucalari Nou, cap de ses Penyes             | LLU-01 RI-51-0003180 |                                      |
| Necròpolis de Llucalari Nou                               | Zona arqueològica           | Alaior Llucalari Nou                                | LLU-02               |                                      |
| Necròpolis de Llucalari Nou / sa Cala                     | Zona arqueològica           | Alaior Llucalari Nou                                | LLU-03               |                                      |
| Necròpolis de Llucalari Nou / mitgera de Son Bou          | Zona arqueològica           | Alaior Llucalari Nou                                | LLU-04               |                                      |
| Poblat i coves des Morlans / sa Talaia                    | Zona arqueològica           | Alaior Es Morlans                                   | MOR-01 RI-51-0003190 |                                      |
| Talaiot de Puigmenor Vell                                 | Zona arqueològica           | Alaior Puigmenor Vell                               | PMV-01 RI-51-0003192 |                                      |
| Restes del Rafal de Santa Anna                            | Zona arqueològica           | Alaior Rafal de Santa Anna                          | RAF-01               |                                      |
| Hipogeu i balma de Rafal de Santa Anna                    | Zona arqueològica           | Alaior Rafal de Santa Anna                          | RAF-02               |                                      |
| Necròpolis de Rafal Fort / es Barranc                     | Zona arqueològica           | Alaior Rafal Fort                                   | RFF-01 RI-51-0003193 |                                      |
| Hipogeu de Rafal Fort                                     | Zona arqueològica           | Alaior Rafal Fort, es Barranc                       | RFF-02               |                                      |
| Restes de Rafal Nou                                       | Zona arqueològica           | Alaior Rafal Nou                                    | RNO-01 RI-51-0003194 |                                      |
| Talaiot de Rafal Polit                                    | Zona arqueològica           | Alaior Rafal Polit                                  | RPO-01 RI-51-0003195 |                                      |
| Poblat de Rafal Rubí / sa Talaia                          | Zona arqueològica           | Alaior Rafal Rubí                                   | RRU-02               |                                      |
| Turó fortificat de Son Albertí                            | Zona arqueològica           | Alaior Son Albertí                                  | SAL-01               |                                      |
| Necròpolis de sa Mola / s'Era Vella                       | Zona arqueològica           | Alaior Sa Mola, coster des Passatget                | SAM-01 RI-51-0003189 |                                      |
| Restes de sa Mola / pleta de ses Roques                   | Zona arqueològica           | Alaior Sa Mola                                      | SAM-06               |                                      |
| Talaiot de sa Mola                                        | Zona arqueològica           | Alaior Sa Mola                                      | SAM-07               |                                      |
| Necròpolis de sa Mola / barranc d'en Rellotge             | Zona arqueològica           | Alaior Sa Mola                                      | SAM-09               |                                      |
| Necròpolis de Son Blanc Vell                              | Zona arqueològica           | Alaior Son Blanc Vell                               | SBC-01 RI-51-0003209 |                                      |
| Necròpolis de Son Bou                                     | Zona arqueològica           | Alaior Son Bou                                      | SBO-01               |                                      |
| Necròpolis i restes de Son Bou                            | Zona arqueològica           | Alaior Son Bou                                      | SBO-02               |                                      |
| Peci de ses Cassotes de Son Bou                           | Jaciment submarí            | Alaior Son Bou                                      | SBO-05 RI-51-0003773 |                                      |
| Sala hipòstila de Son Bou                                 | Zona arqueològica           | Alaior Son Bou                                      | SBO-06               |                                      |
| Peci de la Platja de Son Bou                              | Jaciment submarí            | Alaior Son Bou                                      | SBO-07 RI-51-0003774 |                                      |
| Cova de Son Boter                                         | Zona arqueològica           | Alaior Son Boter                                    | SBT-01 RI-51-0003211 |                                      |
| Hipogeu de Son Boter                                      | Zona arqueològica           | Alaior Son Boter                                    | SBT-02               |                                      |
| Poblat i hipogeus de Santa Creu / talaia de ses Coves     | Zona arqueològica           | Alaior Santa Creu                                   | SCC-01 RI-51-0003198 |                                      |
| Necròpolis de Santa Creu / tanca de ses Coves             | Zona arqueològica           | Alaior Santa Creu                                   | SCC-02               |                                      |
| Assentament de Santa Creu                                 | Zona arqueològica           | Alaior Santa Creu                                   | SCC-03               |                                      |
| Naveta de Santa Creu / tanca Nova                         | Zona arqueològica           | Alaior Santa Creu                                   | SCC-04               |                                      |
| Assentament de Son Domingo                                | Zona arqueològica           | Alaior Son Domingo                                  | SDG-01               |                                      |
| Necropòlis de Son Domingo / es Barranc                    | Zona arqueològica           | Alaior Son Domingo                                  | SDG-03               |                                      |
| Balma de Son Domingo / es Barranc                         | Zona arqueològica           | Alaior Son Domingo                                  | SDG-04               |                                      |
| Hipogeu de Son Domingo / es Barranc                       | Zona arqueològica           | Alaior Son Domingo                                  | SDG-05               |                                      |
| Hipogeu de Son Domingo / es Barranc                       | Zona arqueològica           | Alaior Son Domingo                                  | SDG-06               |                                      |
| Sala hipòstila de Sant Eloi                               | Zona arqueològica           | Alaior Sant Eloi, pleta de sa Païsseta              | SEL-01 RI-51-0003202 |                                      |
| Hipogeu de Sant Eloi / els Hortals                        | Zona arqueològica           | Alaior Sant Eloi                                    | SEL-02 RI-51-0003203 |                                      |
| Balmes de Sant Eloi                                       | Zona arqueològica           | Alaior Sant Eloi                                    | SEL-03               |                                      |
| Hipogeu de Sant Eloi / ses Costes                         | Zona arqueològica           | Alaior Sant Eloi                                    | SEL-04 RI-51-0003204 |                                      |
| Necròpolis de Sant Eloi                                   | Zona arqueològica           | Alaior Sant Eloi                                    | SEL-05               |                                      |
| Hipogeu de Sant Eloi                                      | Zona arqueològica           | Alaior Sant Eloi                                    | SEL-06               |                                      |
| Turó fortificat i hipogeus de Sant Jaume                  | Zona arqueològica           | Alaior Sant Jaume                                   | SJM-01 RI-51-0003205 |                                      |
| Assentament de Sant Jaume                                 | Zona arqueològica           | Alaior Sant Jaume                                   | SJM-02               |                                      |
| Assentament de Sant Jaume / mitgera amb Binialmesc        | Zona arqueològica           | Alaior Sant Jaume                                   | SJM-03               |                                      |
| Cova i restes de sa Moleta                                | Zona arqueològica           | Alaior Sa Moleta                                    | SLA-01               |                                      |
| Necròpolis de sa Moleta                                   | Zona arqueològica           | Alaior Sa Moleta                                    | SLA-02               |                                      |
| Hipogeu de sa Moleta                                      | Zona arqueològica           | Alaior Sa Moleta                                    | SLA-03               |                                      |
| Necròpolis de Sant Llorenç                                | Zona arqueològica           | Alaior Sant Llorenç, es Barranc                     | SLR-01 RI-51-0003206 |                                      |
| Talaiot de Son Magnar                                     | Zona arqueològica           | Alaior Son Magnar                                   | SMA-01 RI-51-0003219 |                                      |
| Assentament i necròpolis de So na Caçana                  | Zona arqueològica visitable | Alaior So na Caçana                                 | SNC-01 RI-51-0003208 | Assentament de So na Caçana (Alaior) |
| Necròpolis de Son Poi                                     | Zona arqueològica           | Alaior Son Poi                                      | SNP-01 RI-51-0003199 |                                      |
| Poblat de Son Gall                                        | Zona arqueològica           | Alaior Son Gall, partió de Son Puig                 | SOG-01 RI-51-0003217 |                                      |
| Jaciment d'habitació de Son Gall / sa Sínia               | Zona arqueològica           | Alaior Son Gall, ses Cases                          | SOG-02 RI-51-0003218 |                                      |
| Poblat de Son Olives                                      | Zona arqueològica           | Alaior Son Olives, s'Estància                       | SOL-01 RI-51-0003124 |                                      |
| Balma de Son Pons                                         | Zona arqueològica           | Alaior Son Pons                                     | SPO-01               |                                      |
| Hipogeus de Son Pons                                      | Zona arqueològica           | Alaior Son Pons                                     | SPO-02               |                                      |
| Coves de Son Pons / barranc d'en Rellotge                 | Zona arqueològica           | Alaior Son Pons                                     | SPO-03               |                                      |
| Talaiot de Sant Rafael / sa Talaia                        | Zona arqueològica           | Alaior Sant Rafael                                  | SRA-01               |                                      |
| Assentament de Son Seguí                                  | Zona arqueològica           | Alaior Son Seguí                                    | SSG-01 RI-51-0003221 |                                      |
| Assentament de Son Esquella / sa Talaieta                 | Zona arqueològica           | Alaior Son Esquella, tanca des Camí                 | SSQ-01 RI-51-0003222 |                                      |
| Necròpolis de Santa Ponça                                 | Zona arqueològica           | Alaior Santa Ponça                                  | STP-01               |                                      |
| Poblat i necròpolis de Sant Vicenç d'Alcaidús             | Zona arqueològica visitable | Alaior Sant Vicenç d'Alcaidús                       | SVA-01 RI-51-0003207 |                                      |
| Cova de Sant Vicenç d'Alcaidús                            | Zona arqueològica           | Alaior Sant Vicenç d'Alcaidús                       | SVA-02               |                                      |
| Sala hipòstila de Son Vidal                               | Zona arqueològica           | Alaior Son Vidal                                    | SVD-01 RI-51-0003223 |                                      |
| Restes de Son Vidal                                       | Zona arqueològica           | Alaior Son Vidal                                    | SVD-02               |                                      |
| Poblat de Torralbenc Nou                                  | Zona arqueològica           | Alaior Torralbenc Nou                               | TBE-01 RI-51-0003231 |                                      |
| Naveta i restes de Torralbenc Nou                         | Zona arqueològica           | Alaior Torralbenc Nou                               | TBE-02               |                                      |
| Naveta de Torralbet des Caragol                           | Zona arqueològica           | Alaior Torralbet des Caragol                        | TBT-01 RI-51-0003234 |                                      |
| Poblat de Torralbenc Vell                                 | Zona arqueològica           | Alaior Torralbenc Vell, tanca de sa Talaia          | TBV-01 RI-51-0003232 |                                      |
| Poblat i hipogeus de Torre d'en Galmés                    | Zona arqueològica visitable | Alaior Torre d'en Galmés, ses Talaies               | TGA-01 RI-55-0000686 | Poblat de Torre d'en Galmés (Alaior) |
| Assentament de sa Comerma de sa Garita                    | Zona arqueològica           | Alaior Torre d'en Galmés                            | TGA-02 RI-55-0000669 |                                      |
| Poblat de Torrellisar                                     | Zona arqueològica           | Alaior Torrellisar Vell                             | TLL-01 RI-51-0003239 |                                      |
| Naveta de Torrellisar                                     | Zona arqueològica           | Alaior Torrellisar Vell, cova de ses Rates Pinyades | TLL-02 RI-51-0003240 |                                      |
| Poblat i necròpolis de Torralba                           | Zona arqueològica visitable | Alaior Torralba d'en Salort                         | TOR-01 RI-51-0003227 | Poblat de Torralba (Alaior)          |
| Naveta de Torre-solí Nou                                  | Zona arqueològica           | Alaior Torre-solí Nou                               | TSN-01               |                                      |
| Turó fortificat de Torre-solí Vell                        | Zona arqueològica           | Alaior Torre-solí Vell                              | TSV-01 RI-51-0003241 |                                      |
| Necròpolis de Turmadèn des Capità                         | Zona arqueològica           | Alaior Turmadèn des Capità, pleta de sa Talaia      | TUC-01 RI-51-0003245 |                                      |
| Talaiot de Turmadèn des Capità / sa Talaia                | Zona arqueològica           | Alaior Turmadèn des Capità                          | TUC-02 RI-51-0003244 |                                      |
| Assentament i hipogeus de Turmadèn d'en Vinent            | Zona arqueològica           | Alaior Turmadèn d'en Vinent                         | TUV-01 RI-51-0003246 |                                      |
| Poblat de sa Torre Vella d'Avall / ses Talaies            | Zona arqueològica           | Alaior Torrevella                                   | TVE-01 RI-51-0003242 |                                      |
| Sala hipòstila i hipogeu de sa Torre Vella d'Avall        | Zona arqueològica           | Alaior Torrevella, Barranquell des Pou de Torn      | TVE-02 RI-51-0003243 |                                      |
| Hipogeus de sa Torre Vella d'Avall / Clot des Bouer       | Zona arqueològica           | Alaior Torrevella                                   | TVE-03               |                                      |
| Necròpolis de sa Torre Vella d'Avall / sa Regana des Cans | Zona arqueològica           | Alaior Torrevella                                   | TVE-04 RI-51-0003191 |                                      |
| Necròpolis de sa Torre Vella / sa Sarola                  | Zona arqueològica           | Alaior Torrevella                                   | TVE-05               |                                      |
| Hipogeu de sa Torre Vella / Tanca de devora es Bouer      | Zona arqueològica           | Alaior Torrevella                                   | TVE-07               |                                      |
| Hipogeu de sa Torre Vella / Barranc                       | Zona arqueològica           | Alaior Torrevella                                   | TVE-08               |                                      |
| Necròpolis i restes de Torre Vella / Barranc              | Zona arqueològica           | Alaior Torrevella                                   | TVE-09               |                                      |
| Necròpolis de Torre Vella / sa Sivina                     | Zona arqueològica           | Alaior Torrevella                                   | TVE-11               |                                      |